# 신명실업학교
신명실업학교는 송파구 마천동에 위치한 학교로 배움의 기회를 놓친 주부들을 위한 학교로 초등학교부터 중·고등학교 과정 그리고 고등학교 졸업자 이상의 자격을 가진 성인들을 위한 평생교육원으로 이루어져 있다.
초등학교부터 고졸 검정고시까지 주기적인 특강이 이루어지고 있다. 또한 이민자 또는 외국인을 위한 한글학교도 1주일에 2,3일로 수업일정이 되어있다.